# پوریای ولی
پهلوان محمود خوارزمی متخلص به قتّالی، مشهور به پوریای ولی، که در غرب به نام پهلوان محمود شهرت دارد یکی از نامدارترین و محبوب‌ترین پهلوانان تاریخ ایران است. او اهل سرزمین خوارزم بود و گفته شده در ورزش‌های زورخانه‌ای و پهلوانی مهارت زیادی داشته است به‌طوری که کسی حریف او نبود و در سرزمین‌های اسلامی سفر می‌کرد و با رقیبان گوناگون کُشتی می‌گرفت. او در ساده‌زیستی، دستگیری از مستمندان و ستمدیدگان، و چشم بستن بر زرق و برق دنیای فانی، به معرفتی ناب رسیده بوده است. نام پدر او پهلوان حیدر خراسانی بود.
او در بحبوحه لشکرکشی هلاکو خان به ایران و تأسیس حکومت ایلخانان و سقوط دولت اسماعیلیان و عباسیان، در خوارزم متولد شد. پدر او از اهالی کهنه گرگانج بود که به خیوه مهاجرت می‌کنند و پوریا در همان شهر به دنیا می‌آید. وی اوایل زندگی خود را به کشتی‌گیری و تعلیم کشتی به جوانان و نوجوانان گذرانده و از نامدارترین کشتی‌گیران آن دوران می‌شود. اما در اواخر عمر خود، به عرفان و فلسفه متمایل می‌شود و در زمرهٔ عارفان، اقطاب و درویشان در می‌آید و احتمالاً از همین رو، لقب ولی را هم به دست می‌آورد. او در سال ۷۰۳ اثر بزرگ خود، کنزالحقایق، را تألیف نمود و پس از آن در سال ۷۲۲ درگذشت و در خیوه دفن شد. معروف است که لقب او در ابتدا پیرولی بوده است. احتمال دارد به دلیل این‌که پوریای ولی در زمان بچگی دارای موهای سپید و اندامی درشت بوده به گونه‌ای که هرکس با او ملاقات می‌کرد با کنایه او را پیرمرد صدا می‌زد، بعدها او را پیرولی نام گذاشتند و به تدریج لقب پوریای ولی را بر او گذاشته شده بود. وی تأثیر زیادی بر عرفان و آیین فتوت و مردانگی به ویژه ورزش‌های زورخانه‌ای گذاشته بود. او قرن‌ها از تأثیرگذارترین پهلوانان و کُشتی‌گیران به‌شمار می‌رود و رسم‌های زیادی در ورزش کشتی، به او منسوب است. آرامگاهی در شهر خوی در آذربایجان غربی وجود دارد که به او منسوب است.
او به قدیس حامی شهر خیوه ازبکستان تبدیل شده است. 
مریدانش پس از درگذشت او راه وی را ادامه دادند و اولین مرید او که در کتاب کنزالحقایق باب دوم نیز که به آن اشاره شده سلیمان زاد عباس بوده است.

## نام و لقب
نام پوریای ولی از پهلوانان نامدار ایرانی آن چنان‌که دانسته شده، محمود خوارزمی متخلص به قتالی است.

## زادگاه
نویسندگان دربارهٔ زادگاه او اختلاف نظر داشته‌اند. برخی او را از مردم کهنه گرگانج (از شهرهای خوارزم) دانسته‌اند و برخی او را از مردم گنجه و برخی دیگر، براساس طوماری قدیمی به جا مانده از دورهٔ صفوی، او را از مردم خوی یا سلماس دانسته‌اند.

## زندگی
پوریای ولی در جوانی کشتی می‌گرفت و پیشه پوستین‌دوزی و کلاه‌دوزی داشت. در همان زمان جوانی، به شهرهای گوناگون آسیای میانه، ایران و هندوستان سفر کرد و در همه جا کشتی گرفت و به پهلوانی نام یافت. دربارهٔ دگرگونی روحی پوریای ولی، روایت‌های فراوان آورده‌اند. به‌طور کلی پوریای ولی یک اسطوره نامی است.
پوریای ولی در میان ورزشکاران ایران نمونه‌ای از اخلاق، پایمردی و جوانمردی است و نه تنها در مقام یک پهلوان، بلکه در مقام یک قدیس در میان مردم جایگاهی والا و افسانه‌ای دارد.

## آرامگاه
مسئولان استانی میراث فرهنگی استان آذربایجان غربی پس از انجام آزمایش‌های دی‌ان‌ای (DNA) بر روی جسد پوریای ولی و تأیید مقبرهٔ او در شهر خوی آرامگاهی در خور این پهلوان ایرانی پدیدآوردند.

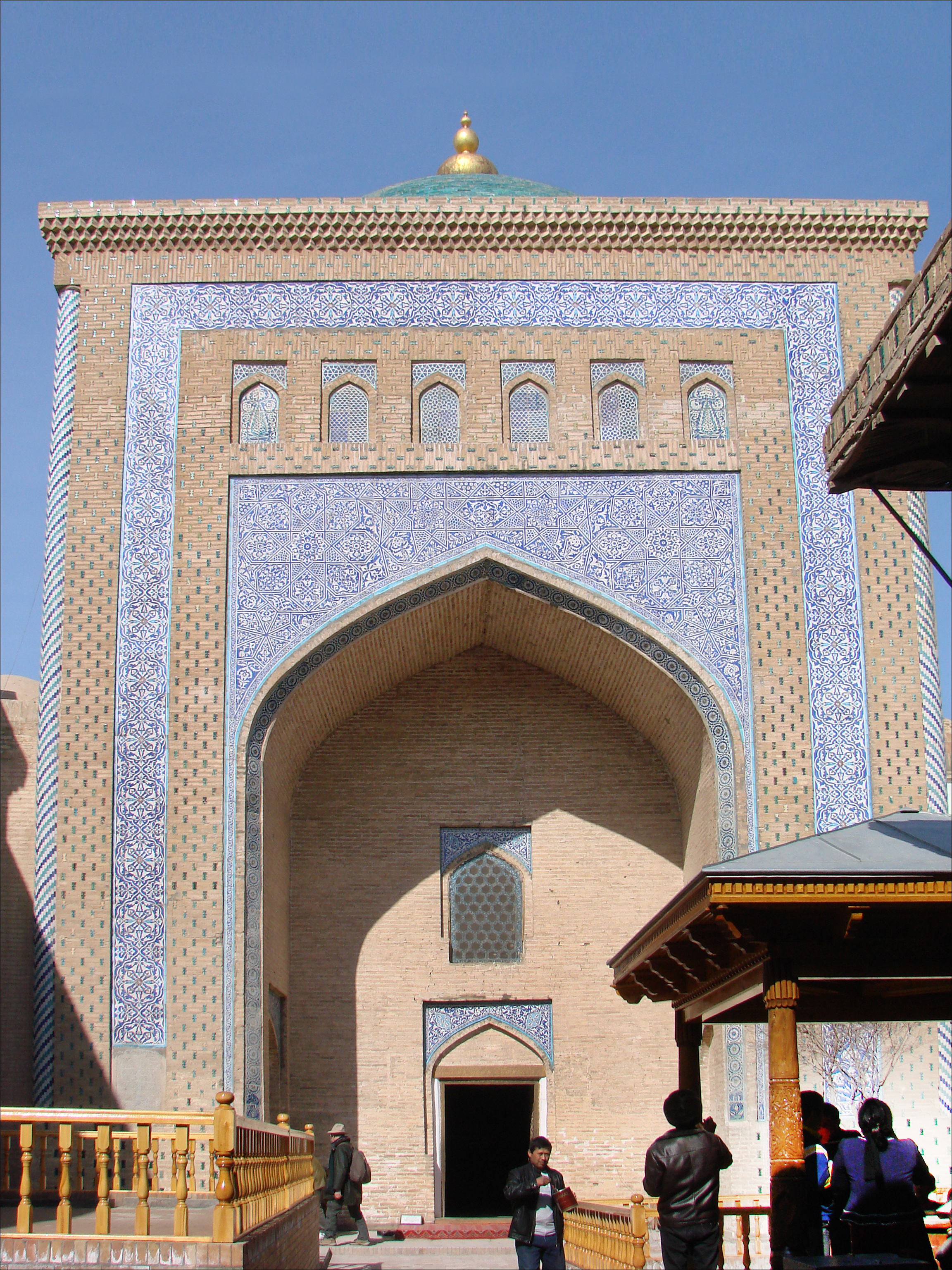
آرامگاه منسوب به پوریای ولی، خیوه، ازبکستان

آرامگاه‌هایی نیز منسوب به وی در شهر خیوه ازبکستان وجود دارد، در روستای کِردآباد کبودرآهنگ نیز موجود است همچنین آرامگاهی هم در روستای کمامردخ وجود دارد. این مقبره خود یک مجموعهٔ فرهنگی - تاریخی است و در فاصلهٔ قرن‌های هشتم تا چهاردهم هجری (۱۴ تا ۲۰ میلادی) برای بزرگداشت نام پهلوان محمود ساخته شده است. چنان‌که در آن نواحی رسم بر این است که پس از مراسم ازدواج برای تبرک به زیارت آرامگاه او می‌روند.
طبق منابع موثق، پهلوان محمود قتالی فرزند پهلوان پوریای ولی بوده و با عنوان محمود قتالی بن پوریای ولی از وی نام برده شده است. برخی از منابع متاخر کلمه «ابن» که به معنی «فرزند» است، حذف نموده و منابع معاصر نیز هر دو شخصیت را یکی فرض نموده و پهلوان محمود قتالی را مشهور به پوریای ولی ذکر کرده‌اند. اما باید توجه داشت که پهلوان محمود قتالی هر چند که عارف و پهلوان نامداری بوده و آثاری هم به یادگار گذاشته، ولی هرگز در شهرت و نام‌آوری به پدرش پهلوان پوریای ولی نمی‌رسید.
می‌توان گفت آرامگاه پهلوان محمود قتالی فرزند پوریای ولی است که در شهر خیوه در ۲۵ کیلومتری جنوب شهر اورنگ مرکز خوارزم ازبکستان می‌باشد.
شهرت پوریای ولی تنها به دلیل پهلوانی‌هایش نیست؛ بلکه مردم منطقه او را به داشتن ویژگی‌های نیکوی اخلاقیِ معلم، مرشد، صوفی و مرد خدا می‌شناسند. آرامگاه مشهور شده به نام او از پر رونق‌ترین مکان‌ها در منطقه است که هر روز مردم زیادی از اطراف فرارود و به ویژه خوارزم برای زیارت و راز و نیاز با خدای خود به آنجا می‌روند. گفتنی است که در ایشان قلعه، امیران و صاحب منصبان زیادی مدفونند، اما امروزه از هیچ‌یک از آن‌ها نامی برده نمی‌شود و تنها نام پهلوان محمود بن پوریای ولی و آرامگاهش همچنان زنده است.
البته مقبره‌ای در شهر خوی وجود دارد که روی آن نام پوریای ولی نوشته شده است؛ و مردم شهر خوی آن را «پیر ولی» می‌نامند. در مورد اینکه پهلوان پوریای ولی در خوی زندگی کرده و در همین شهر و در گورستان مشهور به «پیرولی» دفن شده است به ۵ سند مهم تاریخی اشاره می‌شود:
- یک: در یک طومار قدیمی که در عهد صفویه و حدود ۴۰۰ سال قبل بر روی پوست آهو نوشته شده، صراحتاً آمده است که پهلوان پوریای ولی از شهرستان خوی بود. متن کامل و تصویر این طومار در کتاب «ورزش باستانی ایران» نوشته پرویز ور جاوند آمده است.
- دو: در کتاب «مرآت الشرق» (که شامل شرح حال ۶۸۴ تن از دانشمندان شیعه در قرن‌های ۱۳ و ۱۴ هجری قمری می‌باشد) زندگی‌نامه پهلوان پوریای ولی و وجود مزارش در گورستان «پیرولی» خوی ذکر شده است.[۵][۶] در این کتاب به سنگ قبر پوریای ولی هم اشاره شده و عین سنگ نوشته، قید شده است. در این سنگ قبر نام ۷ تن از اجداد پوریای ولی ذکر شده بود؛ که بر اساس آن نام پدر پوریای ولی، محمود بود و پسر وی نیز محمود نام داشته است. البته این رسم در بین مردم خوی و منطقه وجود داشته و هنوز هم ادامه دارد که افرادی برای زنده نگه داشتن نام پدرشان پسر خود را به نام پدرشان نامگذاری می‌کنند. بر اساس آن سنگ قبر، پوریای ولی سال ۸۲۰ هجری قمری، درگذشته است. محمد امین امامی خویی در مورد مرقد پوریای ولی در کتاب «مرآة الشرق» می‌نویسد: قبر امیر ولی (پوریای ولی)، مشهور به پیر ولی، فردی مرتاض، عابد و پسندیده سیرت، با اخلاق خوب، بزرگ مقام بود. در زندگی وی بعضی کرامات به او نسبت می‌دهند. شهرها و آبادی‌های دور و بعید را قصد نموده، در شهر خوی مدفون است. بعد از دفن بر روی قبرش قبّه و بنائی ساخته و خانقاهی درست کردند. مردم بر مزارش برای قضای حاجات به خصوص شب‌های جمعه جمع می‌شوند. مقبره آن بعد از گذشت زمان تخریب شده، لکن آثارش باقی‌مانده و اهالی آن را زیارت می‌کنند.[۷]
- سه: سند دیگر در این مورد داستانی است که در بین مردم خوی از گذشته‌های دور دربارهٔ قبر پوریای ولی، سینه به سینه نقل شده است. این داستان که در کتاب‌های تاریخی هم نقل شده، علت اسطوره شدن پوریای ولی را نشان می‌دهد. این داستان در بین مردم خوی چنین معروف است که: جوانی از فقرای شهر خوی که از داشتن پدر محروم بود؛ عاشق دختر حاکم این شهر می‌شود. او که تنها فرزند مادرش بود، از شدت عشق بیمار و بستری می‌گردد. مداواهای پزشکان در علاج بیمار کارگر نمی‌افتد. چرا که بیماری عشق درمان جسمی ندارد. بالاخره پسر زبان می‌گشاید و از عشقش به دختر حاکم می‌گوید. مادر و نزدیکانش وی را نکوهش می‌کنند. اما پسر بر عشق خویش پافشاری می‌کند و مادر به ناچار به خواستگاری دختر حاکم می‌رود. خبر به گوش دختر حاکم می‌رسد و وی ازدواج خود با آن پسر را مشروط به پیروزی وی بر پهلوان نامدار خوی، پوریای ولی می‌کند. از آنجا که عشق منطق دیگری دارد. پسر جوان با وجود اینکه می‌داند، توان غلبه بر پوریای ولی را ندارد، برای مبارزه و کُشتی گرفتن اعلام آمادگی می‌کند. تاریخ مبارزه روز جمعه تعیین می‌شود. در شب پنجشنبه در یکی از مساجد شهر خوی، مادر آن جوان حلوای نذری پخش می‌کند که از قضا پوریای ولی هم آنجا حضور داشت. پهلوان از مادر می‌پرسد: سبب نذرت چیست؟ و او جواب می‌دهد: پسرم برای ازدواج با دختر حاکم باید با پوریای ولی کُشتی بگیرد و من این حلوا را نذر کرده‌ام تا پسرم پیروز گردد. پوریای ولی دچار تردیدی می‌شود. تردید در مورد حفظ موقعیت خود به عنوان پهلوان شهر یا اجابت نذر یک مادر و حرکت در جهت رساندن یک جوان به آرزوی خود. او در این تردید تصمیمی شجاعانه می‌گیرد که باعث اسطوره شدن پوریای ولی می‌گردد. روز موعود فرا می‌رسد… پوریای ولی و جوان عاشق در میدان کُشتی حاضر می‌شوند. جمعیت زیادی در حال تماشای آنان هستند و همه انتظار دارند که در یک چشم به هم زدن، پهلوان نامدار شهرشان پیروز گردد. اما نتیجه چیز دیگری می‌شود؛ پهلوان خود را مغلوب جوان عاشق می‌کند.

وقتی پشتم به خاک رسید و آن جوان بر سینه‌ام نشست. ناگهان حجاب از دیدگانم به کنار رفت و آن معرفتی را که سال‌ها در جستجویش بودم، در مقابل دیدگانم یافتم.— پوریای ولی
مردم، جوان پیروز را بر دوش خود گرفتند و به سمت خانه حاکم حرکت کردند. پهلوان شهر مغلوب شد و در زیر دست و پای مردم نظاره‌گر شادی آن جوان و اشک شوق مادرش بود. بعد از این قضیه، دیگر هیچ‌کس پوریای ولی را به چشم پهلوان نمی‌نگریست. سال‌ها همین‌طور سپری شد و مردم هنگامی متوجه قضیه شدند که پوریای ولی نقاب خاک بر سر کشیده بود. از آن زمان پوریا به پهلوان افسانه‌ای و اسطوره‌ای تبدیل شد.
ده فرمان مشهور جوانمردی که از پوریای ولی به یادگار مانده، جزو اصول ورزش باستانی است و این ده فرمان سال‌ها سرلوحه پهلوانان خوی بوده و هنوز هم سینه به سینه نقل می‌گردد.
- چهار: امیر کمال‌الدین حسین گازرگاهی در مجالس العشاق، ۹۶ داستان پهلوان پوریای ولی را شروع کرده: در بررسی عنوان‌ها و القاب شهرهای ایران، به شهری غیر از خوی برنمی‌خوریم که لقب «دارالصّفا» داشته باشد.[۷]
- پنج: پرتو بیضایی در کتاب «تاریخ کُشتی ایران» از صفحهٔ ۲۶ الی ۶۱ کتابش را به زندگی پهلوان پوریا اختصاص داده است. وی به نقل طوماری به عرض ۱۷ سانتی‌متر و طول سه متر و نیم پرداخته، که از قراین پیداست، انشا کننده آن از قصه‌خوانان چند سده پیش، به احتمال قوی عصر صفویه می‌باشد. پرتو بیضایی این طومار را پس از تجسس و تحقیقات فراوان به دست آورده است. در این کتاب ضمن نقل روایاتی از زندگی پوریای ولی در خوی به کشتی پهلوان با پهلوانی به نام «شیردل» از تبریز در مقام کهنه سواری، اشاره دارد، که در میدان «خوی سرماس» اتفاق می‌افتد. چند سطر پایین‌تر می‌نویسد:

از طرف قبله ده دلیر پیدا شدند همه کلاه‌های اشریکی (نام محلّی) بر سر و نمدهای پا زهری در بر و زیر تنبان‌ها (لباس کُشتی) بر کتف در برابر پهلوان ایستادند و پاهای خود را جفت کردند و سلام دادند. پهلوان پرسید که کیستید، از کجا می‌آیید و به چه کار آمده‌اید؛ در جواب گفتند که از جانب فارس آمده‌ایم در خدمت شیخ روزبهان بودیم و ما به اشارت شیخ وارد اینجانب شده‌ایم و شیخ ما را گفت شما را به خدمت پهلوان محمود پوریای ولی باید رفت و ما دوازده سال بود که در خدمت شیخ بودیم و شیخ ما را گفت که شما به خوی سلماس باید بروید و با لباسی که در نظر است ما را پوشانید، الحال به خدمت تو آمده‌ایم که تا حیات باشد، در خدمت تو باشیم. پهلوانانی که از جانب حاجی بکتاش از غرب آمده بودند، پهلوانانی که از جانب صبا (مشرق) از مشهد آمده بودند و… در خوی سرماس پیش پهلوان پوریا جمع می‌شوند

## زایش و مرگ
سال دقیق ولادت او و مدّت عمرش معلوم نیست، امّا در کتاب‌های مختلف مرگ او را سال ۷۲۲ ه‍.ق ذکر کرده‌اند؛ ولی با توجّه به اینکه زمان سرودن کنز الحقایق را ۷۰۳ هجری یاد کرده‌اند و بنا به اظهار خودش:
| چه خفتی عمر بر پنجاه آمد |  | کنون بیدار شو گرگاه آمد |

می‌توان گفت که سال تولد او باید ۶۵۳ هجری بوده باشد.
علاوه بر رباعیاتی که از وی باقی‌مانده است، برخی معتقدند مثنوی کنز الحقایق نیز از آنِ اوست. این مثنوی در سال ۷۰۳ سروده شده است.
| پوریای ولی گفت که صیدم به کمند است |  | از همت داوود نبی بخت بلند است   |
| افتادگی آموز اگر طالب فیضی         |  | هرگز نخورد آب زمینی که بلند است |

## آثار
- مثنوی کنزالحقایق با آنکه در پاره‌ای فهرست‌های کتب خطی، این مثنوی به عطار نیشابوری نسبت داده شده، و نیز نسخه‌ای از آن به نام شیخ محمود شبستری به چاپ رسیده است؛ اما با توجه به ذکر سال ۷۰۹ ه‍.ق که در طی مثنوی آمده، و قید نام محمود در بعضی ابیات، و نیز با توجه به اینکه از قدیم‌ترین تذکره‌هایی که نام پهلوان محمود در آن‌ها آمده تا تذکره‌های مربوط به سده‌های ۱۲ و ۱۳ ق. همه به اتفاق مثنوی کنز الحقایق را به او نسبت داده‌اند، می‌توان این مثنوی را از او دانست. این مثنوی در پنج مقاله و ۱۳۲۰ بیت سروده شده؛ که نخست موضوعاتی چون معانی اسلام و ایمان، شهادت، طهارت، جهاد نفس، زکات، روزه، عشق و معنای نام حجت بن الحسن و پس از آن مطالب عرفانی در ضمن حکایاتی چند بیان شده است.[۸]

علاوه بر این مثنوی در فهرست‌های کتب خطی از دو اثر دیگر نیز نام برده شده است:
- دیوان پوریای ولی
- مجموعه رباعیات پهلوان محمود[۹]

شعر پوریای ولی ساده و به دور از پیچ و تاب‌های مرسوم است. برخی محققان با بررسی این رباعیات، پهلوان محمود را ادامه دهنده سنت خیام نیشابوری و متأثر از مضامین فلسفی اشعار او دانسته‌اند.

## میراث

### انیمیشن سریالی
انیمیشن تلویزیونی پهلوانان بر اساس داستان زندگی پوریای ولی و شاگردانش به کارگردانی سیاوش زرین‌آبادی و تهیه‌کنندگی علیرضا گلپایگانی ساخته شده است.

### سریال تلویزیونی
مسعود جعفری جوزانی فیلمنامه پوریای ولی را برای ساخت یک مجموعه تلویزیونی در پنج فصل با ۵۲ قسمت پنجاه دقیقه‌ای نوشت اما با اینکه قرارداد ساخت این مجموعه تلویزیونی با سیمای جمهوری اسلامی منعقد شد، به علت تغییر مدیریت سازمان این مجموعه تلویزیونی ساخته نشد. در نهایت نشر آناپنا در سال ۱۳۹۶ در قالب کتاب منتشر کرد.